# Michael Saunders
Michael Edward Brett Saunders (Victoria, 19 de noviembre de 1986) es un ex jardinero de béisbol profesional canadiense. Jugó en las Grandes Ligas de Béisbol (MLB) para los Marineros de Seattle, los Azulejos de Toronto y los Filis de Filadelfia. Fue apodado El Cóndor por Dave Sims, quien atribuyó su origen a Lee Tinsley. Y también, "Capitán Canadá".

## Trayectoria

### Marineros de Seattle
Michael Saunders fue reclutado en la ronda 11 de selección por los Marineros de Seattle en 2004. Jugó su primer partido en las mayores con este equipo el 25 de julio de 2009. Anotó sus dos primeros hits el 26 de abril contra los Indios de Cleveland.
Durante la temporada 2009, apareció en 46 juegos para los Marineros, con un promedio de bateo de .221 con 27 hits y 4 carreras impulsadas. En su temporada de novato en 2010, Saunders conectó 10 jonrones y empujó 33 carreras en 100 juegos con los Marineros. Conectó el primer jonrón de su carrera ante el lanzador de los Angelinos Ervin Santana el 9 de mayo.

### Azulejos de Toronto
El 3 de diciembre de 2014, Seattle cambió a Saunders a los Toronto Blue Jays por el lanzador zurdo J. A. Happ.